# NGC 2625
NGC 2625 (również PGC 24285) – galaktyka spiralna (S?), znajdująca się w gwiazdozbiorze Raka. Odkrył ją Albert Marth 30 października 1864 roku.